# 4940 Polenov
A 4940 Polenov (ideiglenes jelöléssel 1986 QY4) a Naprendszer kisbolygóövében található aszteroida. Ljudmila Georgijevna Karacskina fedezte fel 1986. augusztus 18-án.